# Đài phun nước Vater-Rhein
Vater-Rhein-Brunnen tọa lạc ở Museumsinsel, München, (Bayern) nằm ở phần phía bắc Cầu Ludwig. Nó được dựng lên để cống hiến cho thần sông Rhein.

## Hình thành
Đài phun nước được tạo ra bởi nhà điêu khắc München Adolf von Hildebrand (1847-1921), mà cũng hình thành nhiều đài phun nước khác ở thành phố này, chẳng hạn như đài phun nước Wittelsbach. Dòng chữ Argentorato, tiếng Latin cho Straßburg, đề cập đến lịch sử của giếng: Đài phun nước được tạo ra bởi Hildebrand 1897 đến 1903 cho Straßburg và đặt tại Broglieplatz. Sau khi Pháp xâm chiếm Straßburg vào năm 1918, đài phun nước cuối cùng đã được tháo dỡ vào năm 1919. Năm 1929, hình tượng bằng đồng được trao đổi cho một tác phẩm điêu khắc khác, tượng Meiselocker (Một đứa trẻ dùng sáo để cuốn hút chim, bỏ vào lồng đem ra chợ bán), rồi mang đến München và được xây dựng lại vào năm 1932.

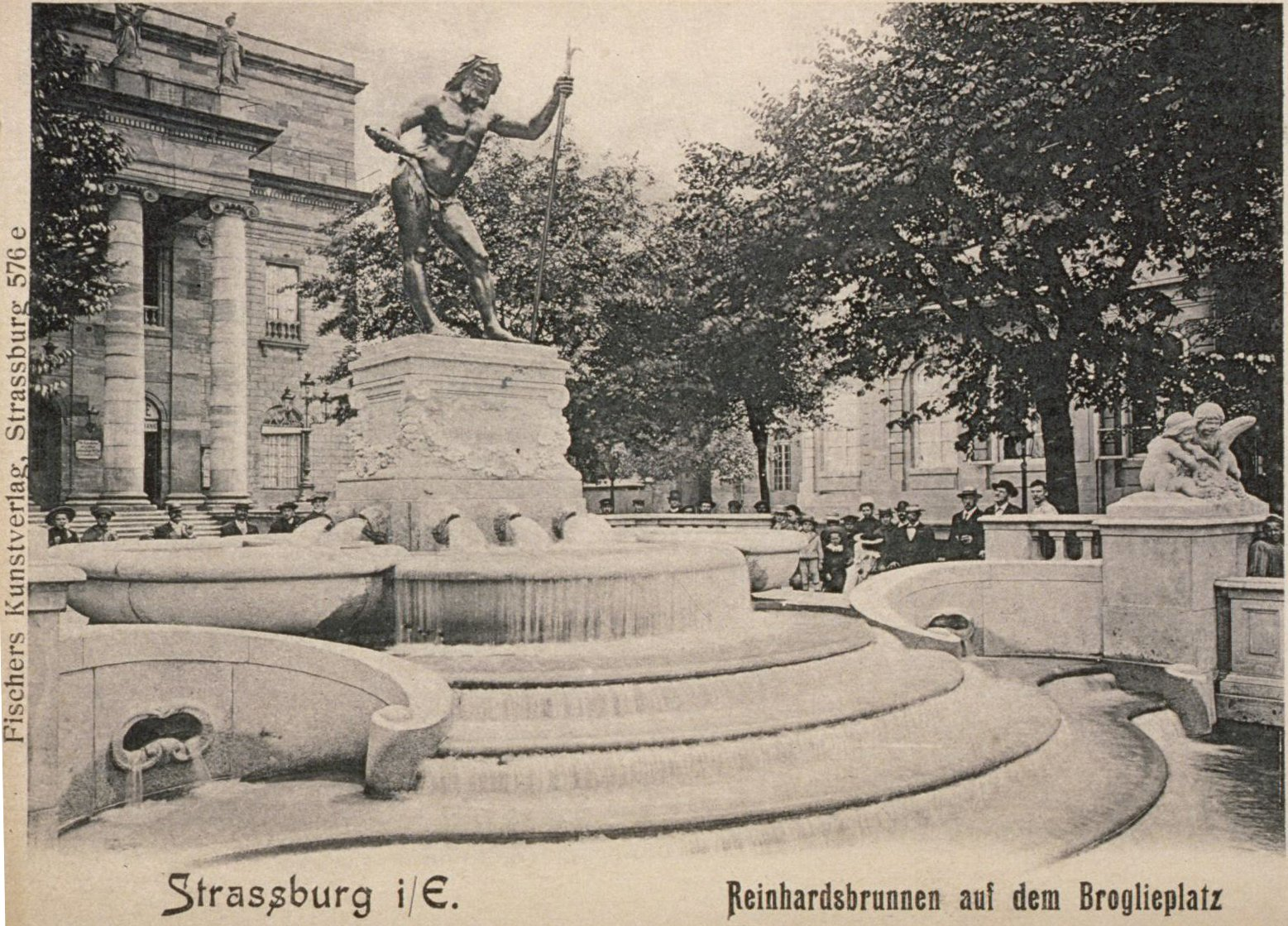
Reinhardsbrunnen ở Broglieplatz tại Straßburg (trước 1918)
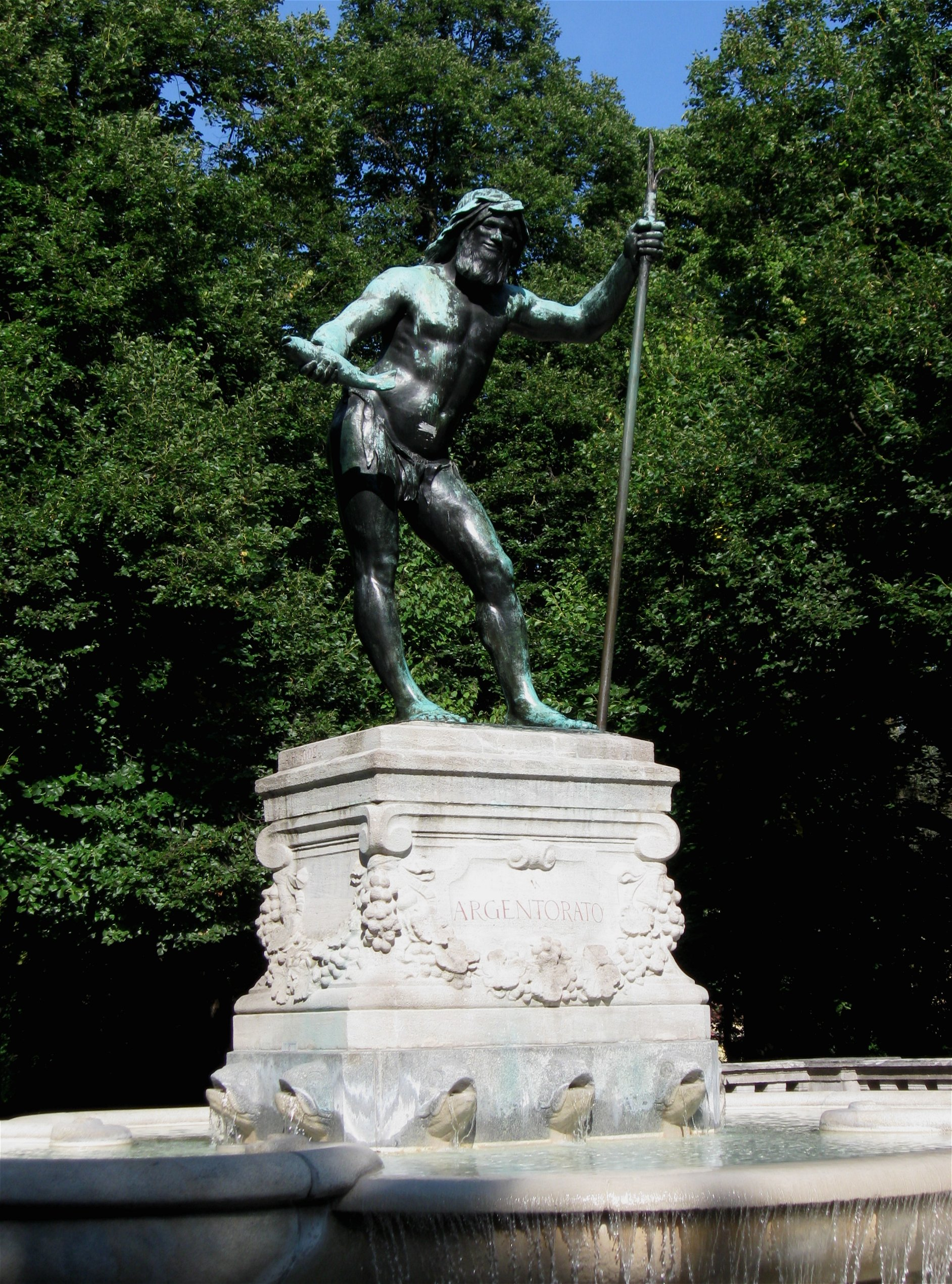
Tượng Vater-Rhein
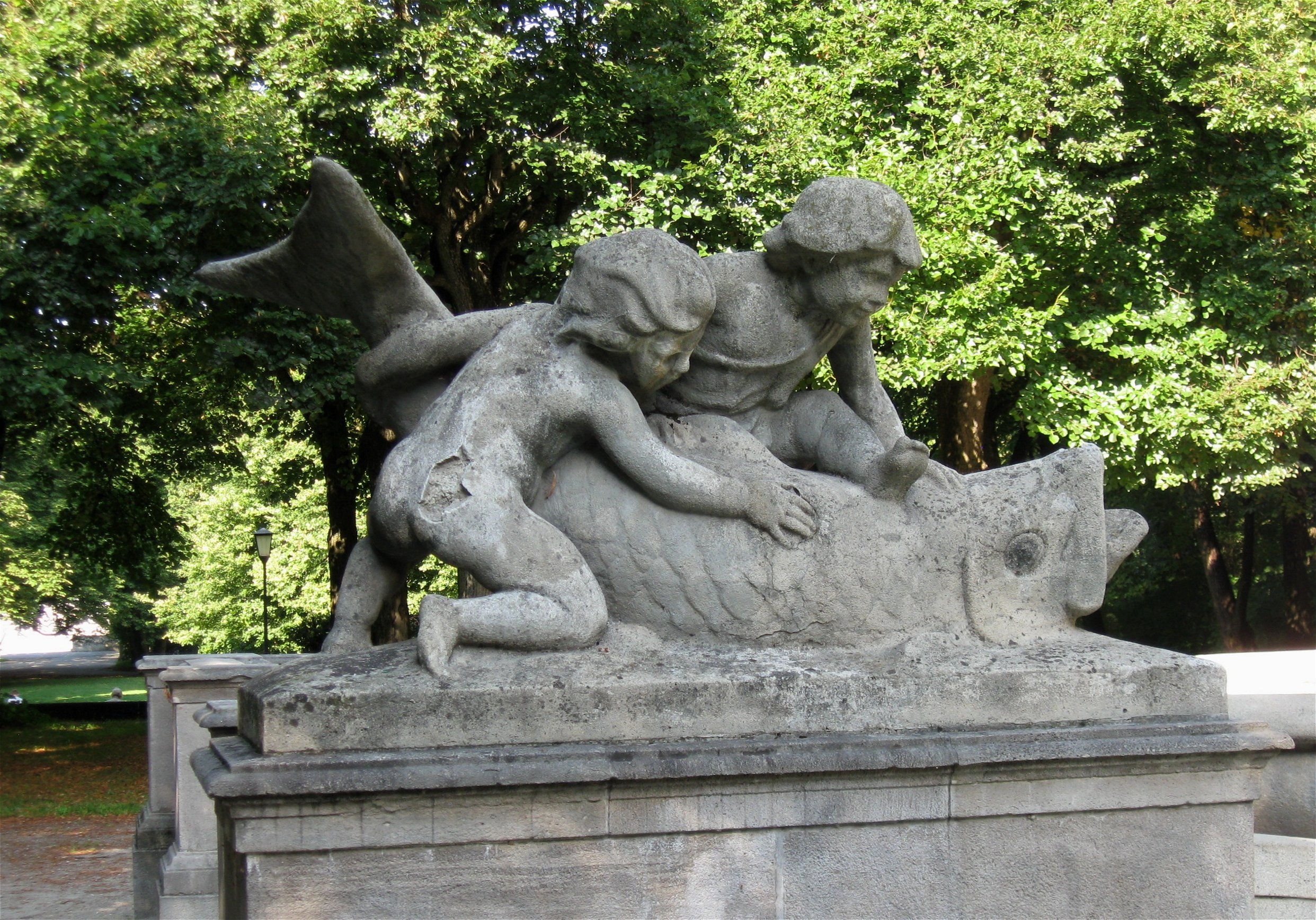
Nhóm trẻ em với cá
Nhóm trẻ em với sừng Cornucopia